# Цедрон
Цедрон (пол. Cedron (dopływ Skawinki)) — гірська річка в Польщі, у Вадовицькому й Краківському повітах Малопольського воєводства. Ліва притока Скавинки, (басейн Балтійського моря).

## Опис
Довжина річки приблизно 34 км, найкоротша відстань між витоком і гирлом — 13,70 км, коефіцієнт звивистості річки — 2,49 . Формується багатьма безіменними струмками.

## Розташування
Бере початок у присілку Вронівка на північно-східних схилах гори Кам'янки (536,0 м) (гміна Лянцкорона). Спочатку тече переважно на північний захід через Скавінкі, місто Кальварію-Зебжидовську. Далі тече переважно на південний схід через Волю Радзішовську і на південно-східній околиці Радзішува впадає в річку Скавинку, праву притоку Вісли.

## Цікавий факт
- У місті Кальварія-Зебжидовська річку перетинає автошлях  52 (Бєльсько-Бяла — Кенти — Андрихув — Вадовиці — Кальварія-Зебжидовська — Іздебник — Бертовиці).